# Collegio di Newton Aycliffe and Spennymoor
Newton Aycliffe and Spennymoor è un collegio elettorale situato nella contea di Durham, nel Nord Est dell'Inghilterra, e rappresentato alla Camera dei comuni del Parlamento del Regno Unito. Elegge un membro del parlamento con il sistema first-past-the-post, ossia maggioritario a turno unico; l'attuale parlamentare è Alan Strickland del Partito Laburista, che rappresenta il collegio dal 2024.

## Estensione
Il collegio comprende le seguenti divisioni elettorali della contea di Durham: Aycliffe East; Aycliffe North and Middridge; Aycliffe West; Bishop Middleham and Cornforth; Chilton; Coxhoe; Ferryhill; Sedgefield; Spennymoor; Trimdon and Thornley (distretti elettorali SKB, SLA, SLB, SMB e SMC) e Tudhoe.

## Membri del parlamento
| Elezione | Elezione | Deputato        | Partito   |
| -------- | -------- | --------------- | --------- |
|          | 2024     | Alan Strickland | Laburista |

## Elezioni

### Elezioni negli anni 2020
| Partito                    | Partito                                      | Candidato                  | Risultati 4 luglio 2024 | Risultati 4 luglio 2024 |
| Partito                    | Partito                                      | Candidato                  | Voti                    | %                       |
| -------------------------- | -------------------------------------------- | -------------------------- | ----------------------- | ----------------------- |
|                            | Laburista                                    | Alan Strickland            | 18 394                  | 46,16                   |
|                            | Reform UK                                    | John Grant                 | 9 555                   | 23,98                   |
|                            | Conservatore                                 | Paul Howell                | 8 195                   | 20,57                   |
|                            | Verdi                                        | Jack Hughes                | 1 701                   | 4,27                    |
|                            | Lib Dem                                      | Anne-Marie Curry           | 1 491                   | 3,74                    |
|                            | Transform                                    | Brian Agar                 | 264                     | 0,66                    |
|                            | Workers                                      | Minhajul Suhon             | 246                     | 0,62                    |
|                            |                                              |                            |                         |                         |
| Iscritti                   | Iscritti                                     | Iscritti                   | 72 224                  | 100,00                  |
| ↳ Votanti (% su iscritti)  | ↳ Votanti (% su iscritti)                    | ↳ Votanti (% su iscritti)  | 39 925                  | 55,28                   |
| ↳ Astenuti (% su iscritti) | ↳ Astenuti (% su iscritti)                   | ↳ Astenuti (% su iscritti) | 32 299                  | 44,72                   |
|                            |                                              |                            |                         |                         |
|                            | Esito: collegio a Laburista (nuovo collegio) |                            |                         |                         |